# Битва за Зелені острови
Битва за Зелені острови або операція Squarepeg проходила з 15 по 20 лютого 1944 року між військами Японської імперії та союзними силами з 3-ї дивізії Нової Зеландії та Сполучених Штатів. Операція проводилася для підтримки військ у Новій Британії та Бугенвілі, була зосереджена на захопленні острова Ніссан, який було захоплено новозеландськими силами після короткої наземної кампанії. При дуже обмежених втратах, операція союзників призвела до захоплення кількох невеликих атолів у ланцюзі островів, які згодом використовувалися для підтримки повітряних і військово-морських операцій, спрямованих на захоплення основної японської бази в Рабаулі.

## Перед операцією
Зелені острови, що складаються з кількох невеликих коралових атолів, розташовані між Бугенвілем і Новою Ірландією, приблизно в 150 милях (240 км) від Рабаула, де була головна японська база в цьому регіоні. На момент битви вони були частиною австралійської території Нова Гвінея і були населені приблизно 1200 меланезійцями. Атоли утворюють грубе коло, головний острів Ніссан утворює форму півмісяця, зверненого на захід, закритого декількома меншими островами, відокремленими від основної суші невеликими проходами, які відкриваються у велику внутрішню лагуну приблизно в 4 морських милі (7,4 км) в ширину.
Після висадки на мисі Глостер і мисі Торокіна на Новій Британії та Бугенвілі союзники намагалися продовжити свої наступальні операції в цьому регіоні в рамках просування до японської бази навколо Рабаула до початку кампанії на островах Адміралтейства. Пізніше було визначено, що Зелені острови розташовані досить близько до винищувачів, які забезпечують прикриття авіації союзників, що базується в Торокіні, водночас відкриваючи перспективу спрямування військово-повітряних і військово-морських сил союзників далі на Рабаул.
30 січня 300 військовослужбовців новозеландського 30-го піхотного батальйону разом з американськими та новозеландськими розвідниками та зв'язківцями висадилися на острів Ніссан. Під супроводом невеликих військово-морських сил, включаючи кілька ескортних есмінців, торпедних катерів і десантних катерів, підрозділам було доручено визначити кількість японців, а також вивчити узбережжя для можливості висадки та визначити перспективи розвитку бази. Розвідгрупа пробула на березі добу, під час якої було встановлено зв'язок з місцевим населенням, яке надало розвідувальні дані, а також було вислано кілька патрулів для огляду місцевості та визначення дислокації місцевого гарнізону. Протягом цього часу відбулося кілька незначних сутичок, у результаті яких сили десанту втратили чотири вбитими та п'ять пораненими, перш ніж були виведені морем до острову Велья-Лавелья.

## Бойові дії
Під командуванням адмірала Вільяма Голсі 15 лютого 1944 року почалося вторгнення на острови під кодовою назвою «Operation Squarepeg» (Операція Квадратний кілок). Вийшовши з Велья-Лавелья та островів Казначейства, війська союзників вторглися на кілька островів, включаючи острів Ніссан, і відбили їх у японських сил (за оцінками, приблизно від 120 до 150 осіб). Основні наземні бойові сили складалися з трьох піхотних батальйонів 14-ї новозеландської бригади 3-ї новозеландської дивізії генерал-майора Гарольда Барроукла. Японський гарнізон складався з 12 військово-морських вахтових і близько 80 військовослужбовців восьмої зональної армії Хітосі Імамура, яка була висаджена на підводному човні на початку лютого. Цей невеликий загін був додатково підсилений, загалом близько 120 осіб.
Піхоту транспортували на борту високошвидкісного транспорту ВМС США (APD). Їх супроводжувала потужна морська оперативна група з есмінців, тральщиків і моторних торпедних катерів під командуванням контр-адмірала Теодора Вілкінсона, тоді як американські LST висадили танки Valentine 3-ї новозеландської дивізії спеціальної армії. Матеріально-технічну підтримку надавали кілька батальйонів Seabee (33-й, 37-й і 93-й), а також різні інші військово-морські бази та дослідницькі підрозділи. Дивізіон берегової артилерії США також був висаджений для забезпечення протиповітряної оборони, а також бронетанкові, інженерні, артилерійські, медичні та інші підрозділи матеріально-технічного забезпечення 3-ї дивізії Нової Зеландії.
Перед висадкою, коли штурмовий загін прямував до островів, велика група японських літаків була відправлена з Рабаула для нападу на морську оперативну групу. Десантні катери та транспорти уникли пошкоджень, але крейсер «Сент-Луїс», який входив до складу південних сил прикриття, був підбитий, в результаті чого загинуло 23 людини та 28 було поранено. Війська висадилися в кількох місцях на берег навколо плантацій Поконіан і Тангалан. 15 лютого було висаджено 5800 військовослужбовців, з яких понад 4200 були новозеландцями.
Група з приблизно 70 японців була зафіксована поблизу католицької місії в районі південного краю острова, потрапивши між патрулями 30-го та 35-го батальйонів. Цю групу японців протягом кількох днів розгромила новозеландська піхота за підтримки кількох танків, ціною трьох убитих і 11 поранених, тоді як 62 японця було вбито. 23 лютого відбулися завершальні дії кампанії, коли патруль розміром з роту 37-го батальйону очистив невеликий острів Сау, звідки відійшли 14 японців, що вижили. Відмовившись від заклику здатися, невеликі японські сили були знищені в короткій перестрілці, в результаті якої четверо новозеландців були поранені.
Загальні втрати за всю операцію склали 13 убитих і 26 поранених для союзників, тоді як майже весь японський гарнізон був убитий.

## Будівництво бази
По закінченні бойових дій одразу розпочалось будівництво авіаційної бази. Роботи на злітно-посадковій смузі розпочалися 20 лютого. До 6 березня злітно-посадкова смуга довжиною 1500 м (5000 футів) була введена в експлуатацію, і винищувачі, які там базувалися, атакували цілі в Кавіенгу та Новій Ірландії. Далі продовжувались роботи на дорогах, руліжних доріжках, стійках і базових спорудах, а до кінця місяця було завершено будівництво злітно-посадкової смуги для бомбардувальників довжиною 1830 м (6000 футів).